# Cheilotrichia (Empeda) femoralis
Cheilotrichia (Empeda) femoralis is een tweevleugelige uit de familie steltmuggen (Limoniidae). De soort komt voor in het Oriëntaals gebied.